# Paschał

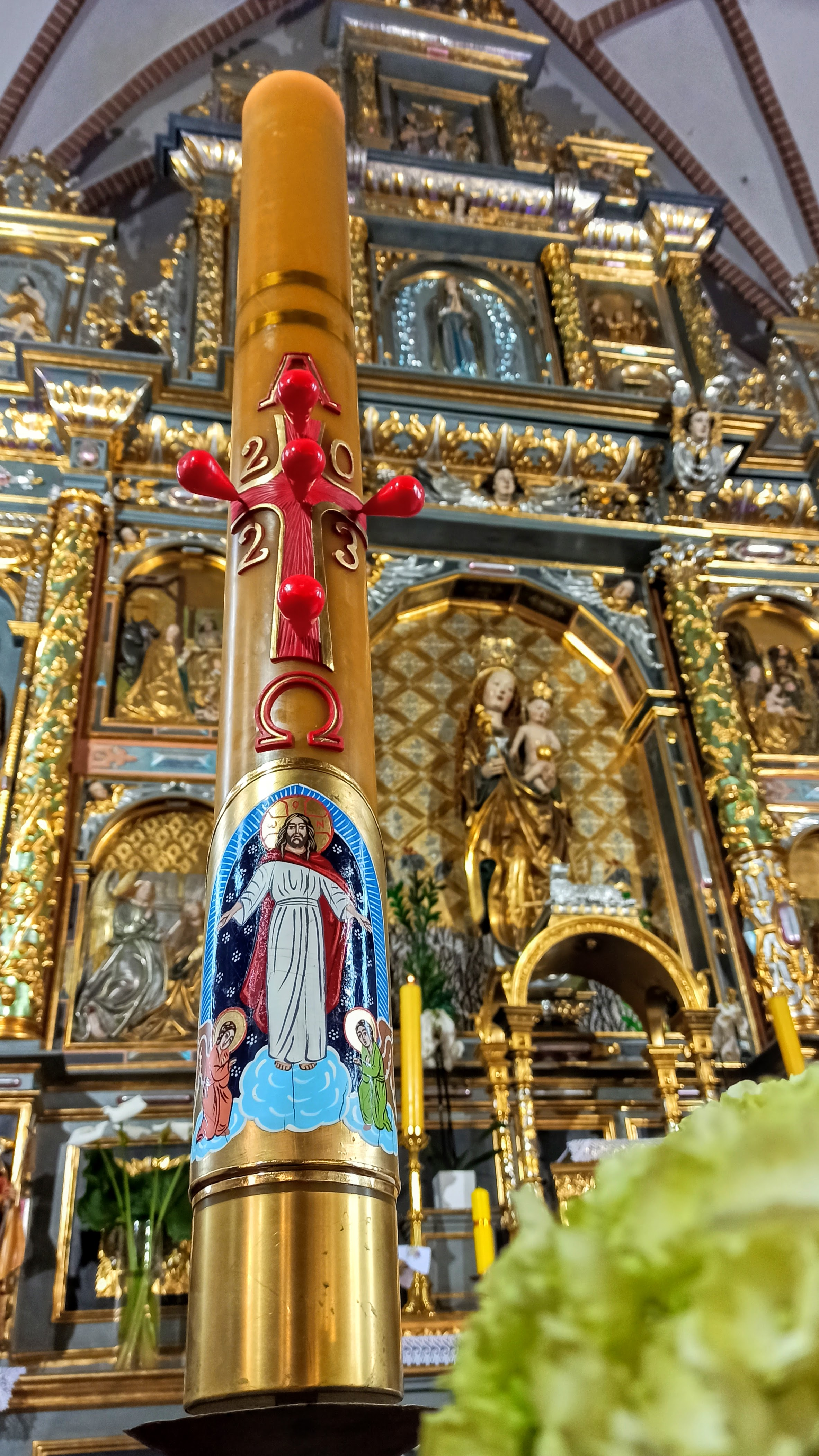
Paschał

Paschał (łac. cereus paschalis, dosłownie „świeca wielkanocna”) – w katolicyzmie: duża świeca z wosku pszczelego (gdzieniegdzie bielonego) używana w liturgii, symbolizująca Chrystusa Zmartwychwstałego. 
Świeca paschalna zapalana jest podczas Eucharystii i Liturgii Godzin w czasie całego okresu wielkanocnego, a poza nim podczas sprawowania chrztu i odprawiania pogrzebu. W okresie wielkanocnym umieszczana jest w prezbiterium, w pozostałe dni roku winna znajdować się przy chrzcielnicy, a w czasie pogrzebu obok trumny z ciałem zmarłego. Co roku przygotowuje się nową świecę, która zostaje uroczyście poświęcona i wprowadzona do świątyni podczas Wigilii Paschalnej sprawowanej w nocy z Wielkiej Soboty na Niedzielę Wielkanocną.
Paschał składa się z następujących elementów:
- znak krzyża
- greckie litery alfa i omega
- pięć ozdobnych gwoździ
- cyfry bieżącego roku

Poświęcenie paschału ma miejsce na rozpoczęcie liturgii Wigilii Paschalnej. Przed kościołem celebrans błogosławi ogień, po czym przygotowuje świecę paschalną. Rylcem żłobi znak krzyża, litery i cyfry oraz umieszcza gwoździe wypowiadając następujące słowa: Chrystus wczoraj i dziś, początek i koniec, Alfa i Omega. Do Niego należy czas i wieczność. Jemu chwała i panowanie przez wszystkie wieki wieków. Amen. Przez swoje święte rany jaśniejące chwałą niech nas strzeże i zachowuje Chrystus Pan. Amen. Następnie zapala się paschał od poświęconego ognia i wnosi do kościoła, trzykrotnie śpiewając: Światło Chrystusa. Bogu niech będą dzięki. Zgromadzeni w kościele wierni zapalają od paschału własne świece. Znaczenie świecy paschalnej wyrażone jest w hymnie Exultet uroczyście wykonywanym po wniesieniu paschału.

W tę noc pełną łaski przyjmij, Ojcze Święty, wieczorną ofiarę uwielbienia, którą Ci składa Kościół święty, uroczyście ofiarując przez ręce swoich sług tę świecę, owoc pracy pszczelego roju. Znamy już wymowę tej woskowej kolumny, którą na chwałę Boga zapalił jasny płomień. Chociaż dzieli się on użyczając światła, nie doznaje jednak uszczerbku, żywi się bowiem strugami wosku, który dla utworzenia tej cennej pochodni wydała pracowita pszczoła (...). Prosimy Cię przeto, Panie, niech ta świeca poświęcona na chwałę Twojego imienia nieustannie płonie, aby rozproszyć mrok tej nocy. Przyjęta przez Ciebie jako woń przyjemna, niechaj się złączy ze światłami nieba. Niech ta świeca płonie, gdy wzejdzie słońce nie znające zachodu: Jezus Chrystus, Twój Syn Zmartwychwstały, który oświeca ludzkość swoim światłem i z Tobą żyje i króluje na wieki wieków.

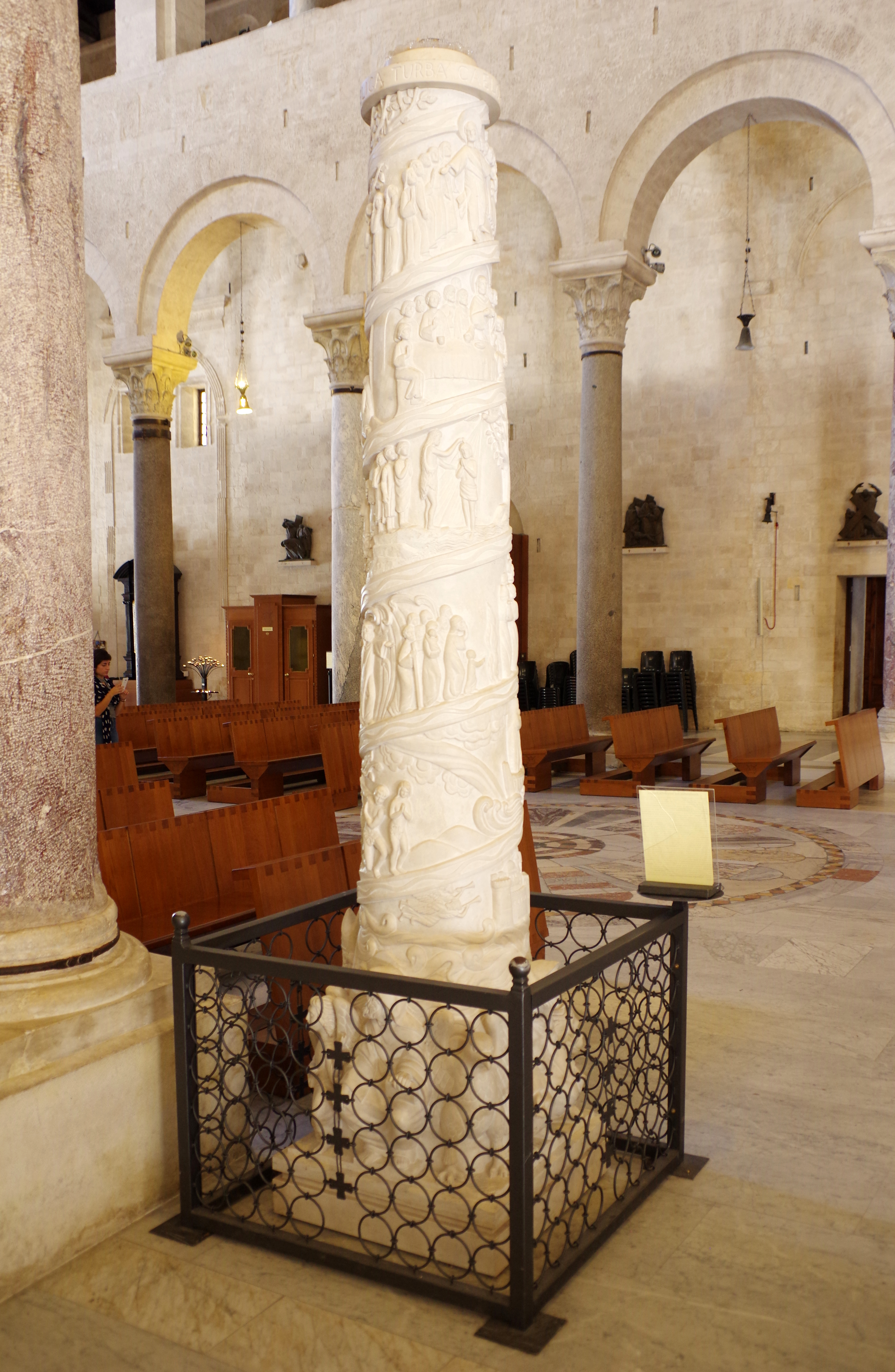
Zabytkowy świecznik na paschał (katedra w Bari we Włoszech)

Podczas liturgii Wigilii Paschalnej błogosławi się wodę chrzcielną zanurzając paschał w chrzcielnicy.  
W czasie sprawowania chrztu od płonącego paschału zapalana jest świeca chrzcielna, którą wręcza się nowoochrzczonemu (w wypadku chrztu osób dorosłych) lub rodzicom chrzestnym (w wypadku chrztu dzieci). 
W Polsce Caritas w poszczególnych diecezjach w okresie Wielkiego Postu rozprowadza małe świece zwane paschalikami,  nawiązujące wyglądem do paschału, stawiane w domach katolików na stole i zapalane na rozpoczęcie śniadania wielkanocnego.  
W liturgii Kościoła Starokatolickiego Mariawitów oraz u niektórych tradycjonalistów katolickich paschał poświęcany jest podczas śpiewania Orędzia Wielkanocnego w Wielką Sobotę. Jest zapalany od jednej ze świec trójramiennego świecznika – triangułu. Używany jest także przy poświęceniu wody, wówczas jest trzykrotnie w niej zanurzany. W okresie wielkanocnym ustawiony jest przy ołtarzu głównym, po stronie Ewangelii. Zapalany jest przed Ewangelią i gaszony przed przyjęciem Komunii przez wiernych. Wynoszony jest z kościoła w uroczystość Wniebowstąpienia Pańskiego, po odczytaniu Ewangelii.